# NGC 4080
NGC 4080 este o galaxie spirală situată în constelația Părul Berenicei. A fost descoperită în 11 aprilie 1785 de către William Herschel. Se află la o distanță de 15,21 megaparseci de Pământ.